# Pelagiidae
Pelagiidae is een familie van schijfkwallen en bevat de volgende geslachten en soorten:
- Chrysaora
  - Chrysaora achlyos Martin, Gershwin, Burnett, Cargo & Bloom 1997
  - Chrysaora africana (Vanhöffen 1902)
  - Chrysaora blossevillei Lesson 1830
  - Chrysaora colorata (Russell 1964)
  - Chrysaora caliparea (Reynaud 1830)
  - Chrysaora depressa (Kishinouye 1902)
  - Chrysaora fulgida (Reynaud 1830)
  - Chrysaora fuscescens Brandt 1835
  - Chrysaora helvola Brandt 1838
  - Kompaskwal (Chrysaora hysoscella) (Linné 1766)
  - Chrysaora kynthia Gershwin & Zeidler 2008
  - Chrysaora lactea Eschscholtz 1829
  - Chrysaora melanaster Brandt 1838
  - Chrysaora pacifica (Goette 1886)
  - Chrysaora plocamia (Lesson 1832)
  - Chrysaora quinquecirrha (Desor 1848)
  - Chrysaora southcotti Gershwin & Zeidler 2008
  - Chrysaora wurlerra Gershwin & Zeidler 2008
- Pelagia
  - Pelagia benovici (Piraino, Aglieri, Scorrano & Boero, 2014)
  - Parelkwal (Pelagia noctiluca) (Forskål 1775)
- Sanderia
  - Sanderia malayensis Goette 1886
  - Sanderia pampinosus Gershwin & Zeidler 2008

## Afbeeldingen

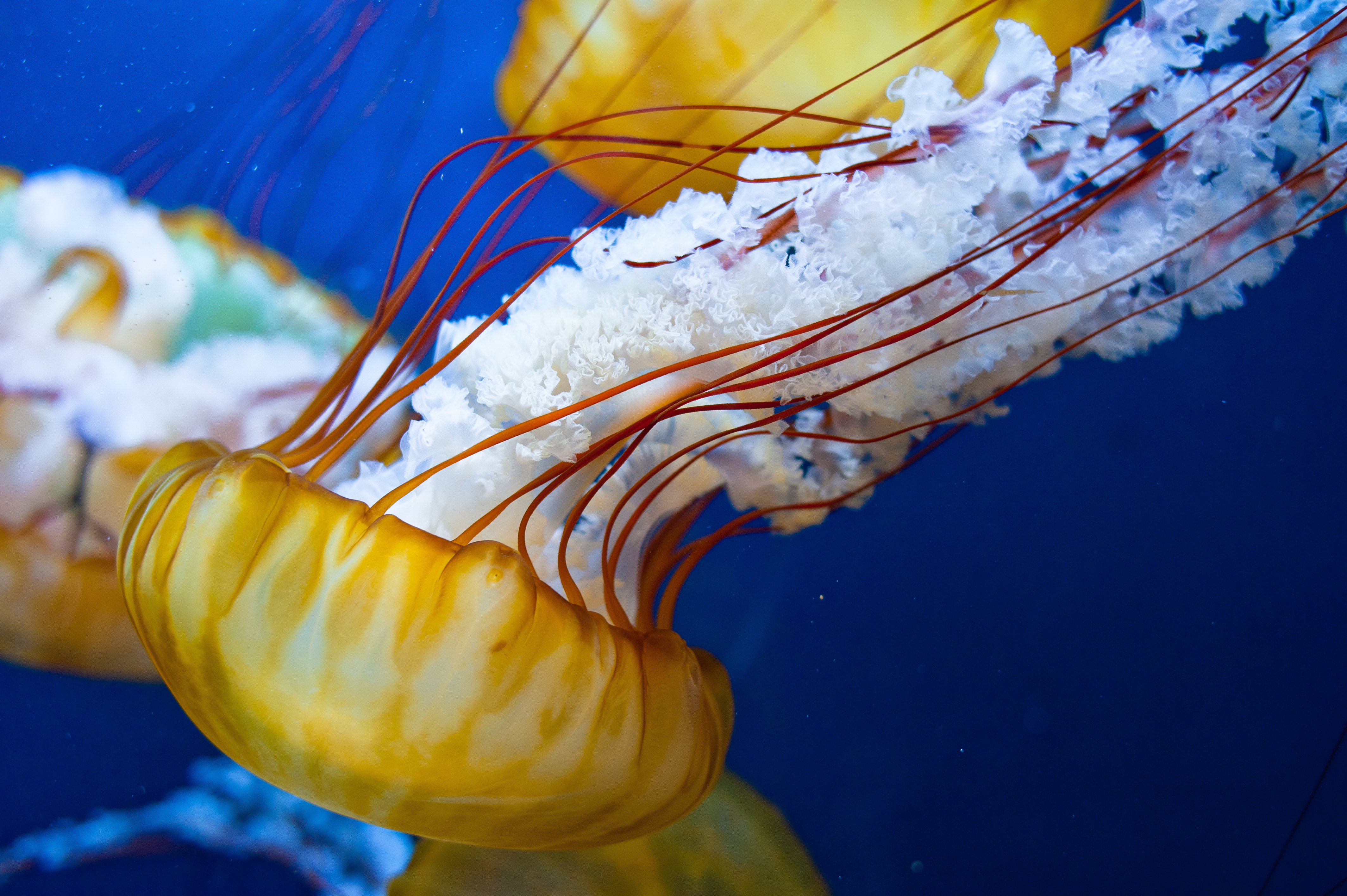
Chrysaora pacifica
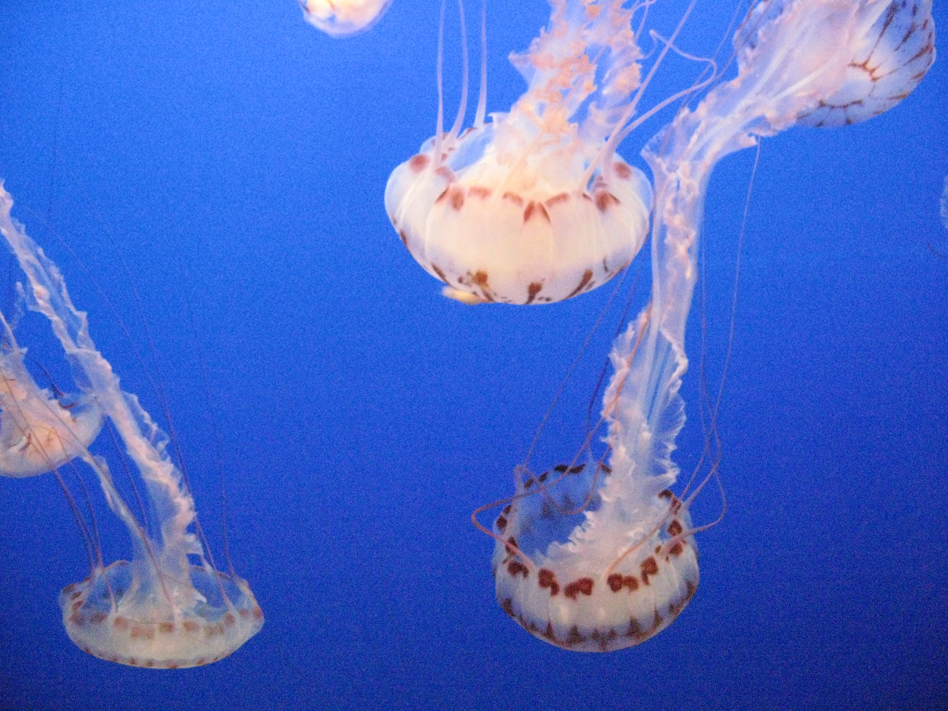
Chrysaora quinquecirrha
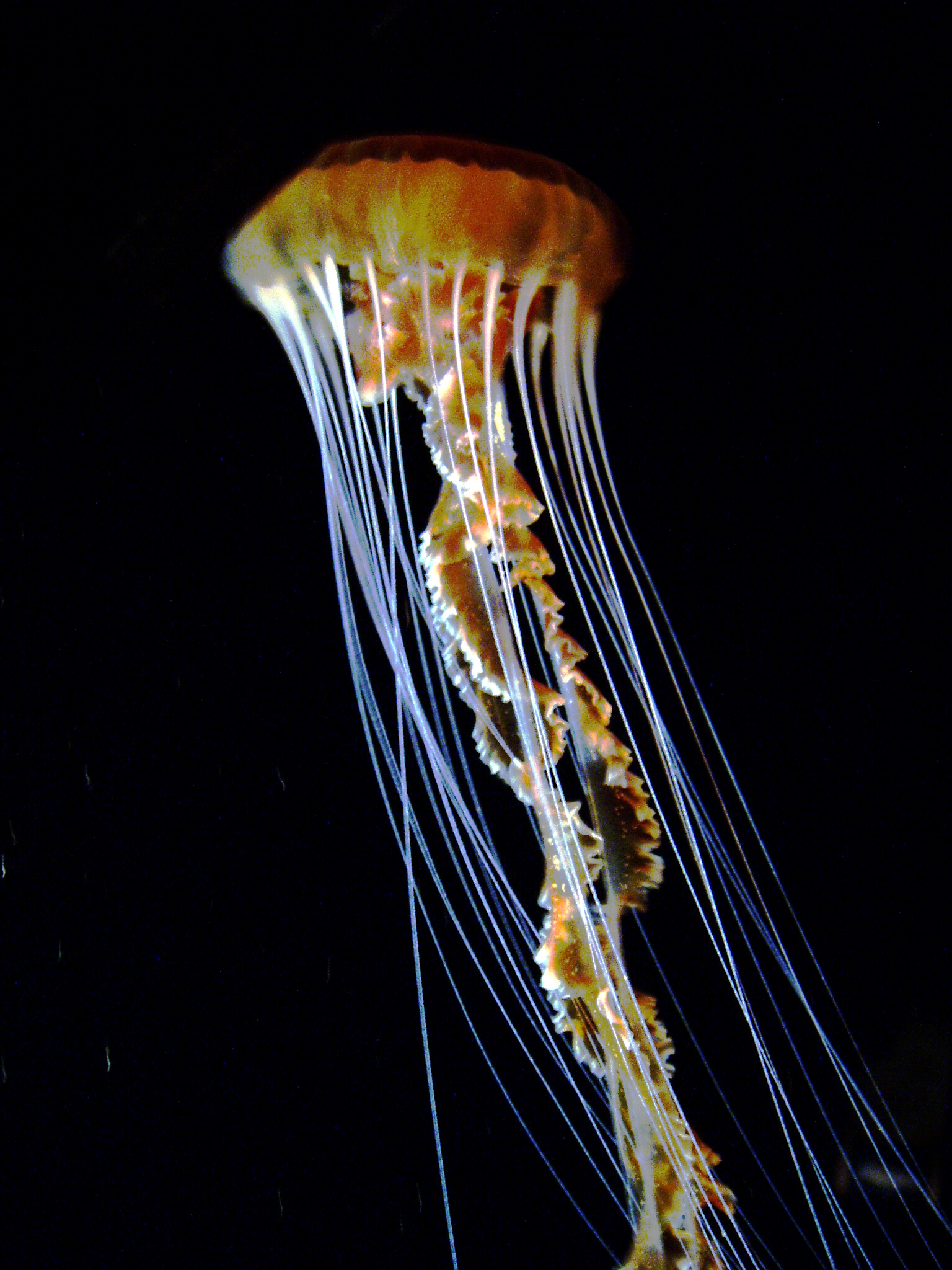
Chrysaora achlyos
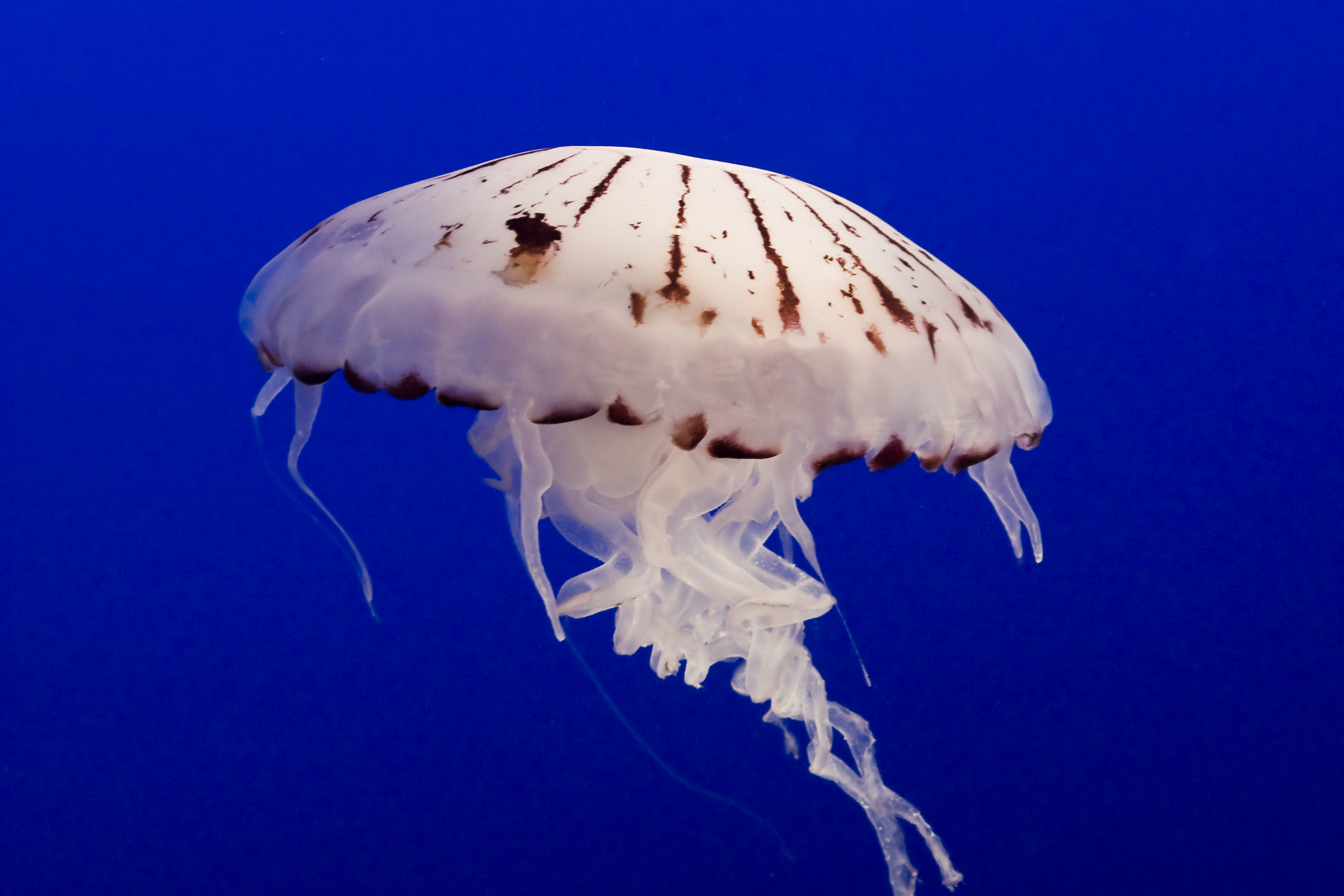
Chrysaora colorata
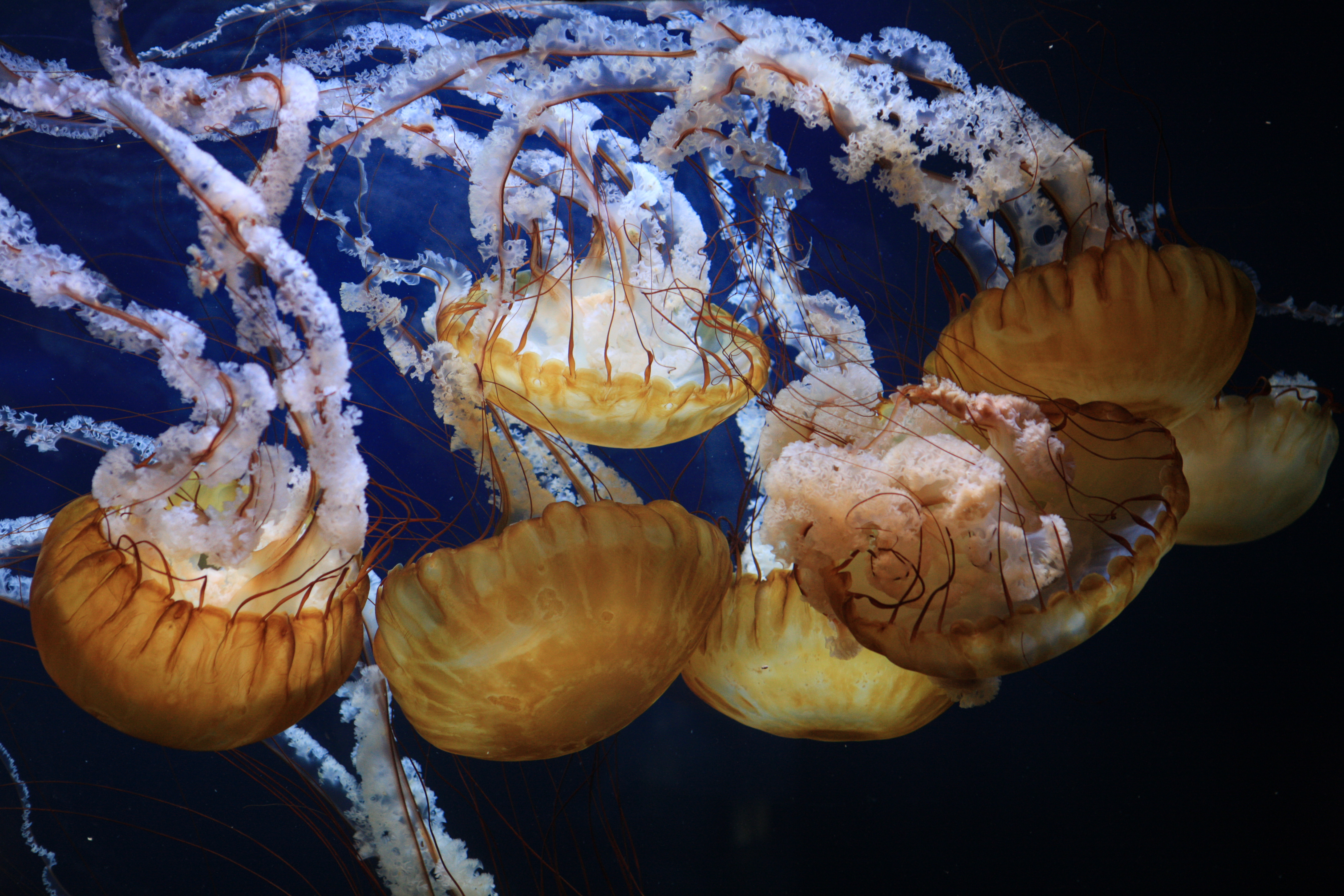
Chrysaora fuscescens
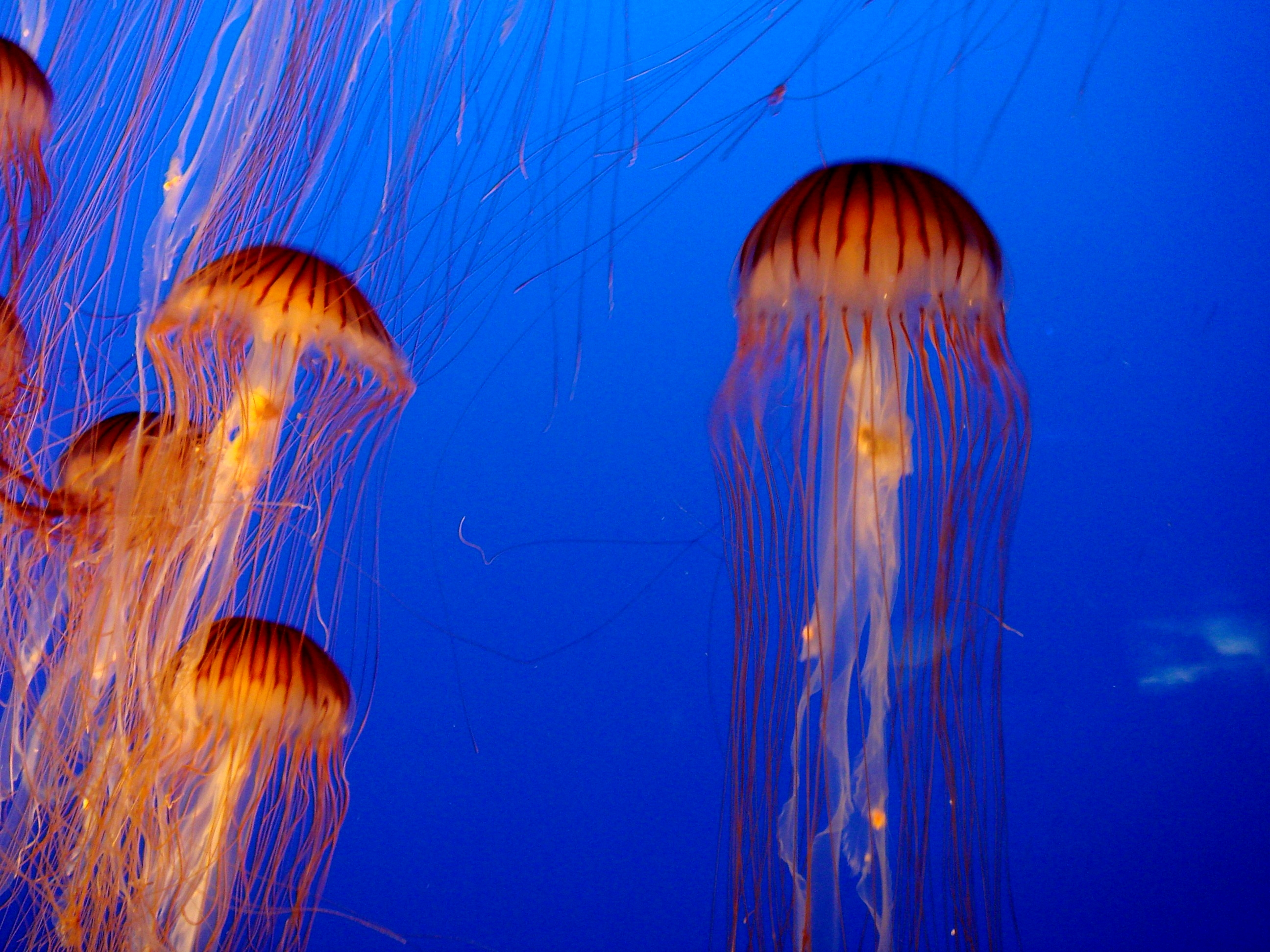
Kompaskwal (Chrysaora hysoscella)
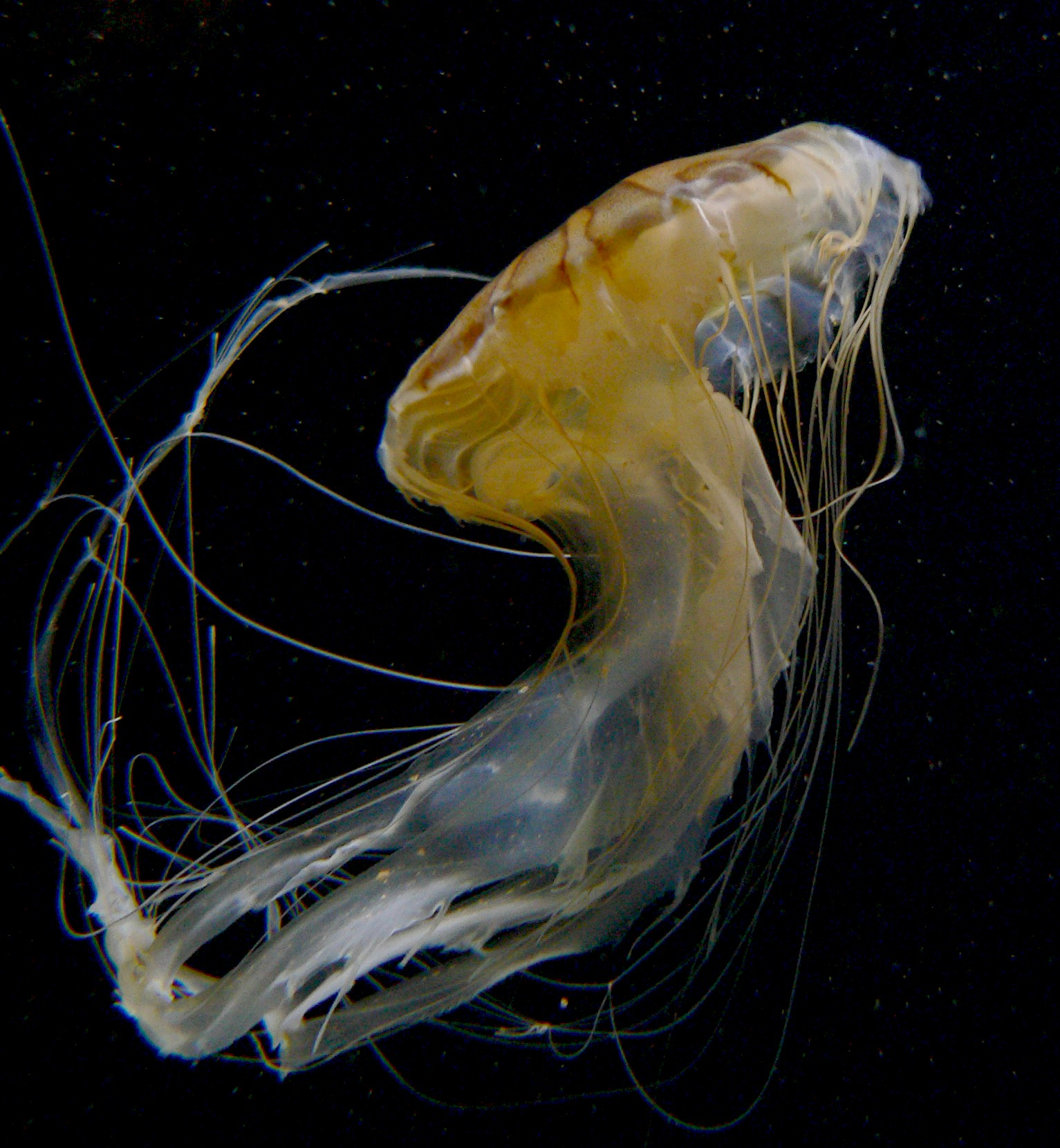
Chrysaora melanaster
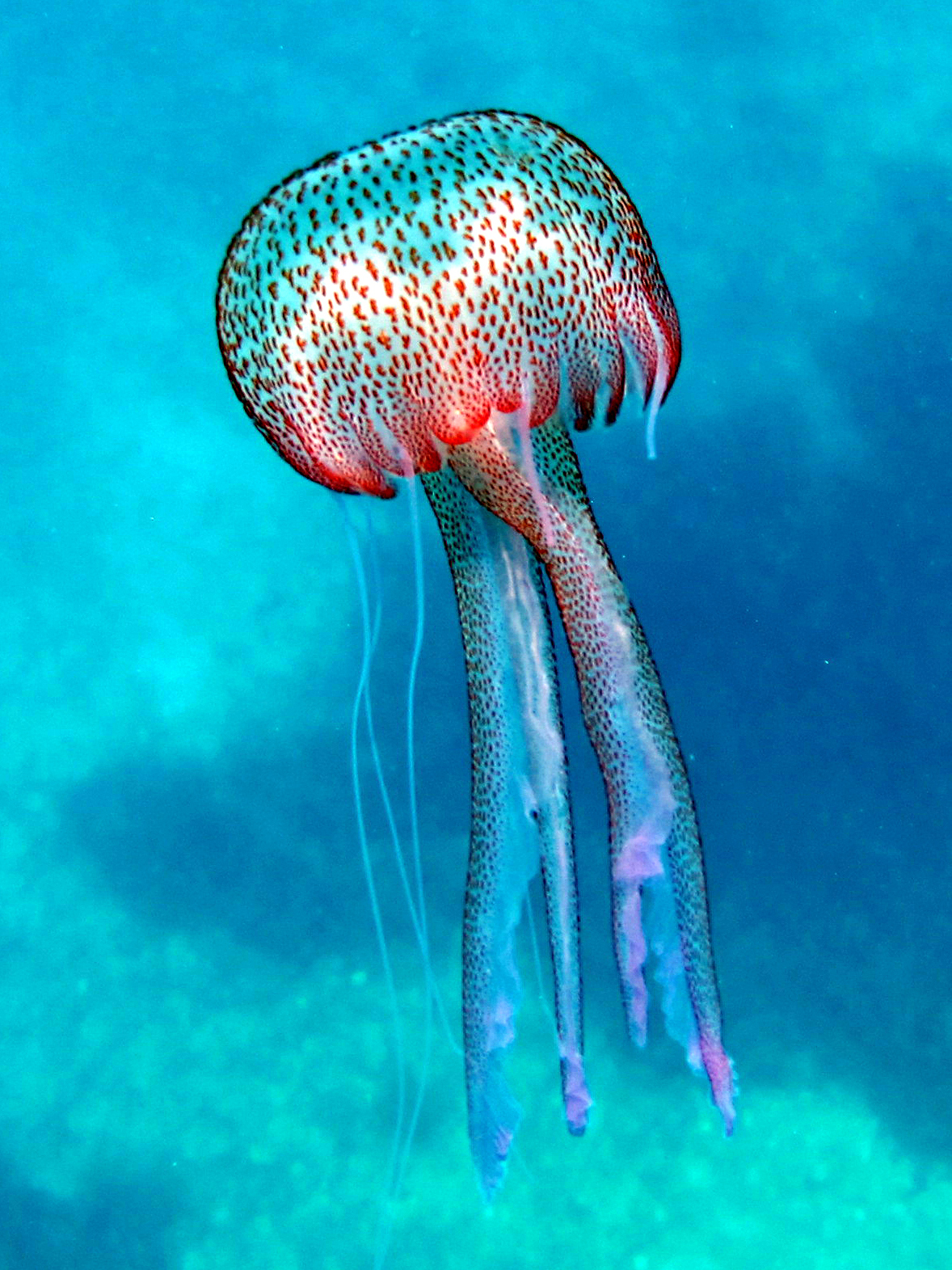
Parelkwal (Pelagia noctiluca)
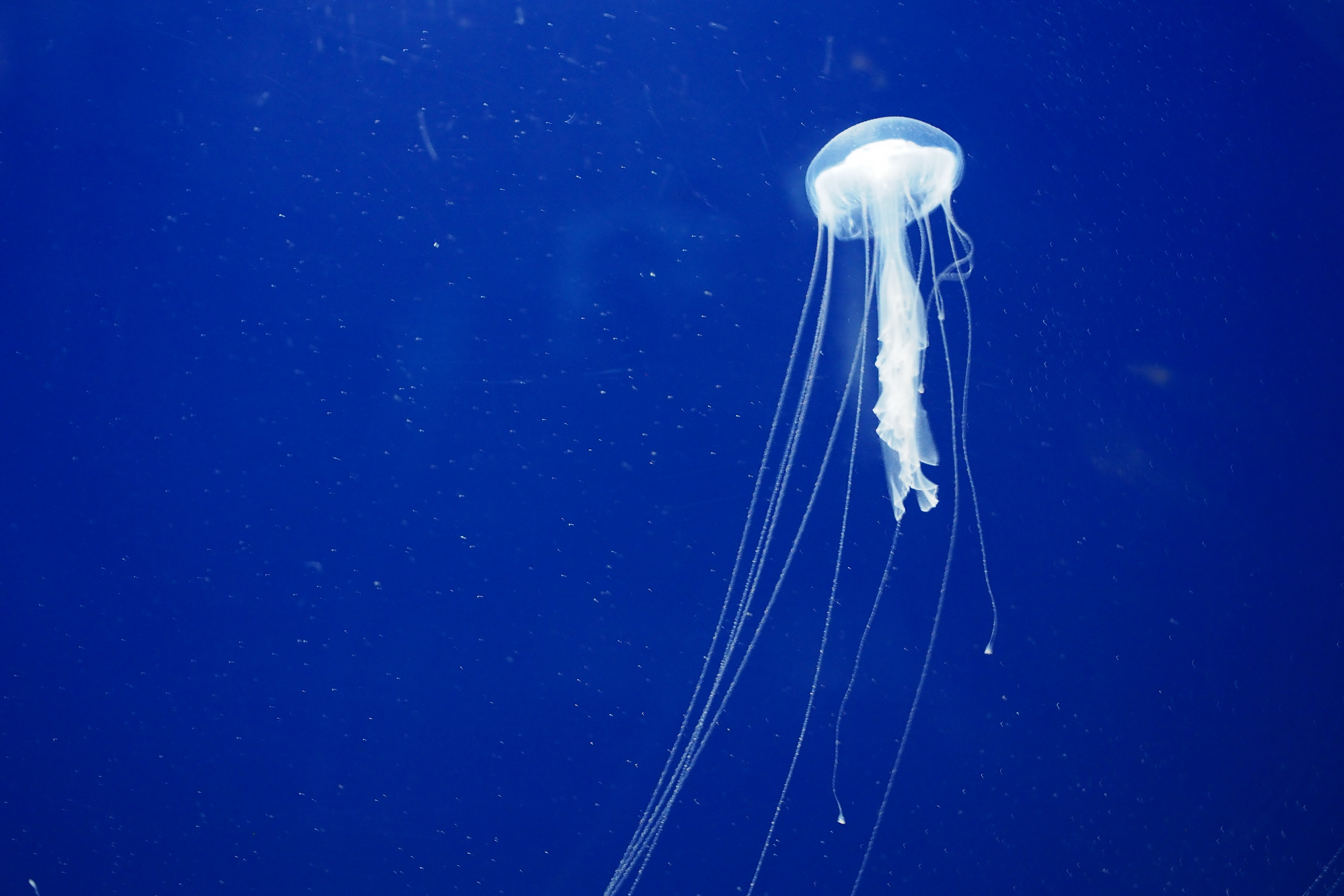
Sanderia malayensis